# Kawauchi (Fukushima)
Kawauchi (川内村 Kawauchi-mura?) es una villa localizada en la prefectura de Fukushima, Japón. En junio de 2019 tenía una población de 1.883 habitantes y una densidad de población de 9,54 personas por km². Su área total es de 197,35 km².

## Geografía

### Municipios circundantes
- Prefectura de Fukushima
  - Iwaki
  - Tamura
  - Ōkuma
  - Tomioka
  - Naraha

## Demografía
Según datos del censo japonés, la población de Kawauchi ha disminuido en los últimos años.
| Año del censo | Población |
| ------------- | --------- |
| 1995          | 3.797     |
| 2000          | 3.384     |
| 2005          | 3.125     |
| 2010          | 2.820     |
| 2015          | 2.021     |